# Terapeuta

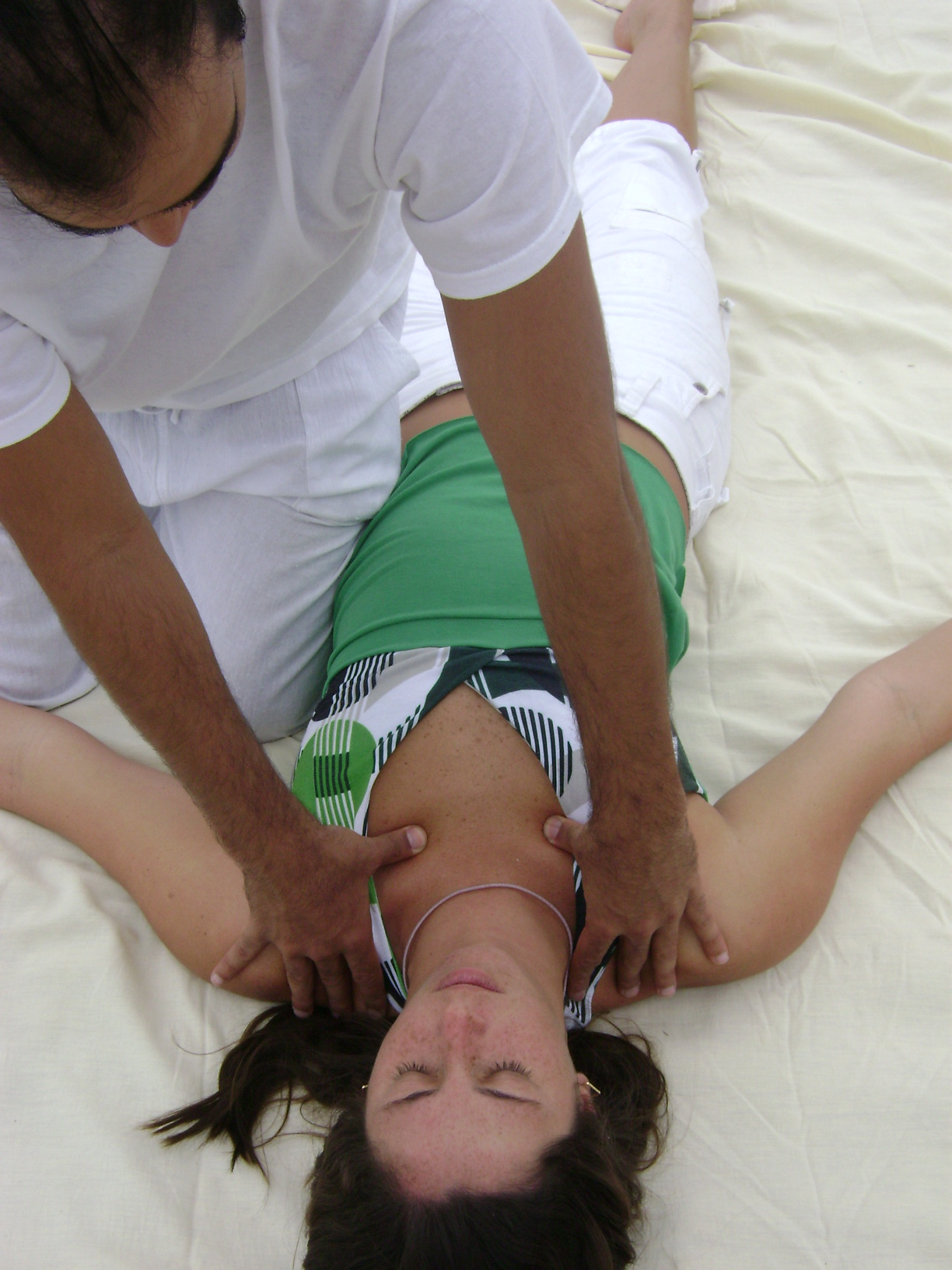
Um terapeuta aplicando uma técnica de shiatsu

Terapeuta (do grego therapeutés) é o profissional que aplica técnicas reconhecidas visando ao restabelecimento da saúde e qualidade de vida de uma pessoa. É uma atividade legalmente permitida através de leis dos âmbitos constitucionais e civis do país a que pertence o terapeuta.

## Tipos
Segue-se abaixo uma lista de tipos de terapeutas.
- Terapeutas para dependentes químicos
- Arteterapeutas
- Terapeutas infantis
- Massoterapeutas
- Terapeutas de casais e da família
- Musicoterapeutas
- Terapeutas ocupacionais
- Fisioterapeutas
- Psicólogos
- Terapeutas de ioga
- Psicoterapeutas de várias áreas como psicólogos, assistentes sociais e psiquiatras

## No Brasil
No Brasil, é uma forma de profissão garantida pelo artigo 5º da Constituição brasileira de 1988 e pela Classificação Brasileira de Ocupações fornecida pelo Ministério do Trabalho e Previdência Social para detalhar as ocupações e funções de um profissional da área.